# Effet Bruxelles

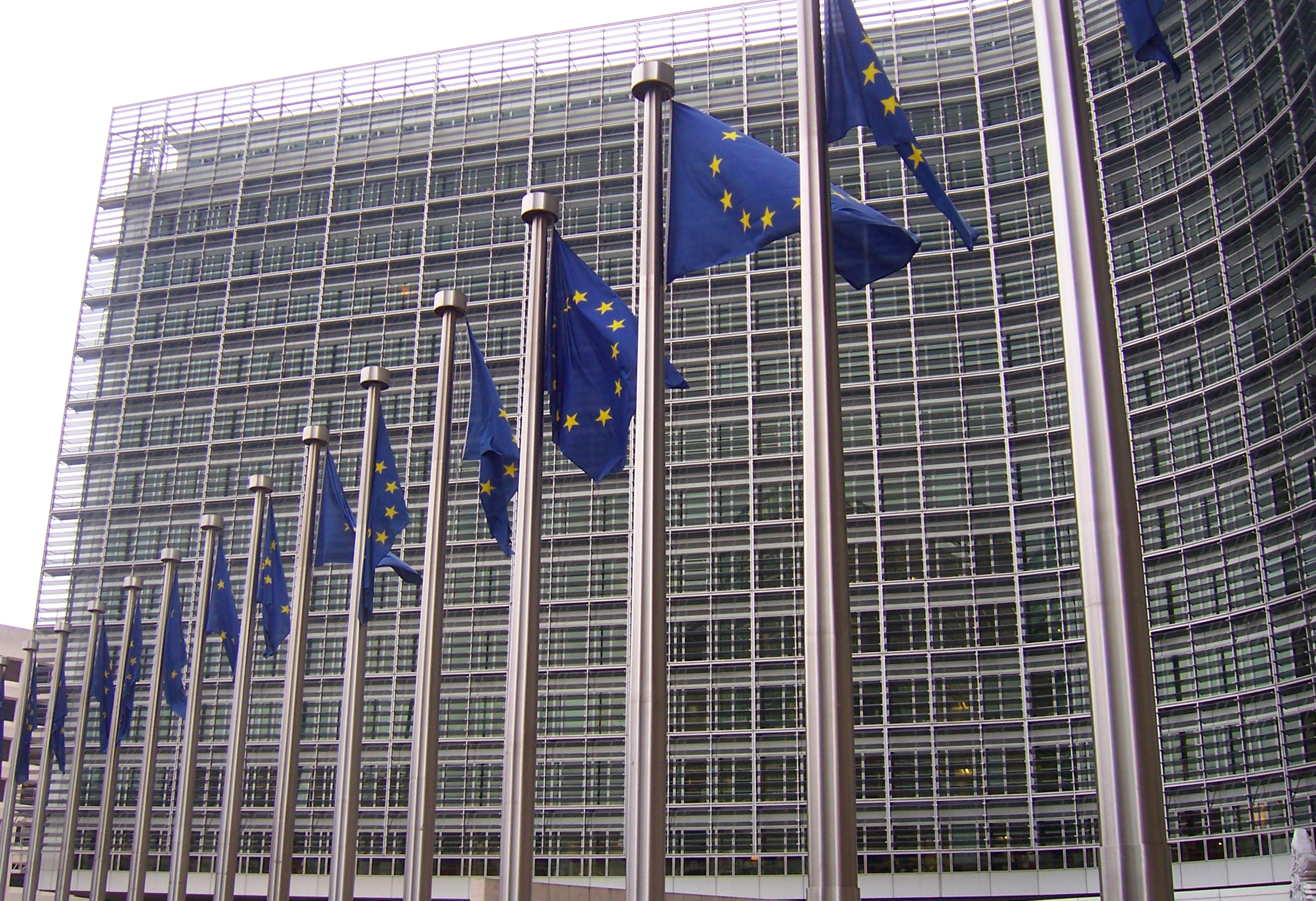
Le Berlaymont à Bruxelles, siège de la Commission européenne.

L’effet Bruxelles est le processus de mondialisation réglementaire unilatérale provoqué par l’extériorisation de facto (mais pas nécessairement de jure) de la législation de l’Union européenne au-delà de ses frontières par le biais des mécanismes de marché : une réglementation européenne est ainsi appliquée au niveau mondial parce qu'il est plus simple ou moins couteux de le faire que d'avoir deux lignes de production ou entités séparées (une pour l'UE et une pour le reste du monde).
L'expression Brussels effect a été inventée en 2012 par le professeur américain Anu Bradford de la faculté de droit de Columbia, et s'inspire pour son nom de l'effet californien observé aux États-Unis.

## Causes
La combinaison de la taille du marché, de son importance, des normes relativement strictes et de la capacité réglementaire de l’Union européenne peuvent avoir pour effet que les entreprises opérant au niveau international estiment qu’il n’est pas économiquement, juridiquement ou techniquement pratique de maintenir des normes moins strictes en dehors de l'Union,. Les entreprises extra-européennes exportant dans le monde entier peuvent décider qu'il est plus avantageux d'adopter les normes établies à Bruxelles de manière uniforme dans toutes leurs activités.

## Course vers le haut (Californie et Union européenne) et course vers le bas (Delaware)
L'« effet californien » et l'effet bruxellois sont une forme de « course au sommet » où la norme la plus stricte séduit les entreprises opérant dans de multiples environnements réglementaires, car elle facilite la production et les exportations au niveau mondial. Ces choix sont à l’opposé de l’effet Delaware, une course vers le bas où les juridictions peuvent délibérément choisir d’abaisser leurs exigences réglementaires pour tenter d’attirer les entreprises à la recherche de la norme la moins stricte.

## Exemples

### Fusions-acquisitions
La fusion prévue en octobre 2000 entre les compagnies américaines Honeywell et General Electric fut bloquée par les autorités réglementaires européennes sur la base du risque de monopole sur le marché des moteurs d'avion. Cette fusion n'eut donc pas lieu, car en dépit de l'accord du Département américain de la Justice, il était impossible de concrétiser cette fusion dans un marché essentiel,.

### Produits chimiques
La multinationale américaine Dow Chemical a annoncé en 2006 qu'elle se conformerait au règlement européen REACH (Registration, Evaluation, Authorization and Restriction of Chemicals) relatif à la production et à l'utilisation de substances chimiques dans le cadre de ses activités mondiales,,.

### Émissions d'avion
En 2012, l'UE a inclus l'aviation dans son système existant d'échange de quotas d'émission. Cela signifie que toute compagnie aérienne, quel que soit son pays d'origine, doit acheter des autorisations d'émettre pour tout vol effectué dans l'Espace économique européen. Le coût de la conformité à la réglementation de l'Union européenne sur les émissions dans l'aviation oblige les constructeurs à concevoir des avions offrant une efficacité accrue et des émissions réduites. Étant donné que les grandes compagnies aériennes n'achèteraient probablement pas d'avion spécifiquement pour leurs vols en dehors de l'EEE, les normes plus strictes de l'UE en matière d'aviation ont une incidence sur les flottes mondiales d'avions, quelle que soit leur juridiction.

### Protection des données et confidentialité
Avec l'introduction de la directive sur la protection des données en 1995, l'UE avait opté pour une approche verticale stricte de la confidentialité des données. Son successeur, le règlement général de l'UE sur la protection des données (RGPD), a été adopté le 14 avril 2016 et a eu un effet global,. En 2017, au cours des négociations en vue d'un nouvel accord commercial entre le Japon et l'Union européenne, le gouvernement nippon a mis en place un organisme indépendant chargé de traiter les plaintes concernant le respect de la vie privée conformément au nouveau règlement de l'UE en matière de protection de la vie privée.
Au niveau des entreprises, Facebook a annoncé en avril 2018 qu'il mettrait en œuvre des parties du RGPD à l'échelle mondiale,. Sonos a annoncé en avril 2018 qu'il mettrait en œuvre le RGPD au niveau mondial et Microsoft a annoncé à son tour, en mai 2018, qu'il mettrait en œuvre la conformité au RGPD pour tous ses clients, indépendamment de leur localisation.
Au Québec, la Loi modernisant des dispositions législatives en matière de protection des renseignements personnels (dite « Loi 25 ») est inspirée du RGPD de l'Union européenne.

## Accueil
Les spécialistes n'ont pour l'heure pas pu constater de limite empirique à l'effet Bruxelles en droit international, en particulier en ce qui concerne le droit de l'OMC. En outre, pour que l'effet Bruxelles se produise, il a été démontré que tous les prérequis identifiés par Bradford ne doivent pas nécessairement être cumulés. D'autres recherches ont montré que le pouvoir réglementaire de l'UE variait considérablement en fonction du contexte de la réglementation concernée,.